# واين ويلر
واين ويلر (بالإنجليزية: Wayne Wheeler)‏ هو محامي ومحامي أمريكي، ولد في 10 نوفمبر 1869 في Brookfield Township, Trumbull County, Ohio ‏ في الولايات المتحدة، وتوفي في 5 سبتمبر 1927 في باتل كريك في الولايات المتحدة.